# Itaparica (ville)
Pour les articles homonymes, voir Itaparica.
Itaparica est une ville brésilienne du nord-est de l'État de Bahia. Elle se situe sur l'île d'Itaparica dans la baie de tous les Saints. Connue comme station balnéaire pour ses belles plages et comme station thermale pour son eau minérale. L'eau de source coule à la fontaine du centre-ville où l'on peut lire « Êh ! água fina. Faz velha virá menina ».
La ville se situe à 50 minutes en ferry de la capitale Salvador de Bahia.

## Maires
| Période | Période | Identité                   | Étiquette | Qualité |
| ------- | ------- | -------------------------- | --------- | ------- |
| 2005    | 2008    | Claudio da Silva Neves     | PFL       |         |
| 2009    | 2012    | Vicente Gonçalves da Silva | PSDB      |         |